# Boxholms kyrkogård
Boxholms kyrkogård är en kyrkogård som omger Boxholms kyrka i Boxholms kommun i Östergötlands län. Kyrkogården har anor från 1700‑talets slut men fick sin huvudsakliga gestaltning efter kyrkobyggnaden stod klar 1882. Anläggningen förvaltas av Boxholms församling inom Linköpings stift och bedöms av Riksantikvarieämbetet (RAÄ) som en miljö av mycket högt kulturhistoriskt värde.

## Historia
Innan Boxholms kyrka byggdes 1871‑1882 tillhörde orten Ekeby socken. Behovet av en egen kyrkogård uppstod när bruksorten expanderade under 1800‑talet i samband med Boxholms bruk. De första jordfästningarna på platsen ägde rum 1781 på en inhägnad gravplats för brukspatronfamiljen Adelswärd. När kyrkan färdigställdes 1882 anlades en rektangulär kyrkogård väster om byggnaden efter ritningar av arkitekt Fredrik Wilhelm Scholander.

### Utvidgningar
- 1919 – kyrkogården utvidgades åt norr, kvarter C anlades med grusgångar och lindallé.
- 1947‑1948 – östlig utvidgning (kvarter D–E) projekterad av trädgårdsarkitekt Sven Hermelin.[3]
- 1985 – urngravkvarter och minneslund anlades öster om kyrkan.
- 2015 – askgravlund invigdes söder om minneslunden.

## Utformning
Kyrkogården är indelad i nio kvarter (A–I) som ligger i tre terrasser mot Svartån. De äldsta kvarteren A–B har stående kalkstensvårdar i regelbunden radstruktur och grusgångar kantade av buxbom. Kvarter C–E har lågplanteringar av spirea och syrén samt liggande granithällar, anlagda i funktionalistisk anda under 1940‑talet. Urn‑ och askgravområdena (kvarter F–G) präglas av öppna gräsytor med en central vattensten. Området omgärdas av en kallmurad gråstensmur (1882) mot norr och väster, medan den östra och södra avgränsningen utgörs av klippta oxelhäckar. Huvudporten i väster består av dubbla smidesgrindar med brukets emblem, smidda i Boxholms mekaniska verkstad 1883.

## Gravvårdar och minnesmärken
Bruksfamiljen Adelswärds familjegrav – omgärdad av gjutjärnsstaket, innehåller sex sarkofager från 1781‑1909. Industriminnesmärke (1999) – rest till minne av de arbetare som omkom i olyckor vid Boxholms bruk. Krigsgraven – en enskild gravsten rest 1919 över okänd tysk soldat som flutit i land vid Sommen under Första världskriget.

## Minneslund och askgravlund
Minneslunden, invigd 1985, ligger i en björkhage öster om kyrkan. Den ringformas av naturstensblock med namnplattor och ett centralplacerat bronsskulpturalt kors av konstnären Eva Lundqvist. Askgravlunden från 2015 följer en spiralformad gång med sittbänkar i lärk och har plats för 200 namnplattor.

## Naturvärden
Kyrkogården har en lindallé längs huvudaxeln (planterad 1919) och ett flertal veteranträd av lönn och ask. En bärhäggmispelhäck kring kvarter F är skyddad som lokalt pollineringsstråk enligt kommunens naturvårdsplan 2024–2034.

## Förvaltning
Boxholms kyrkogård omfattas av 4 kap. kulturminneslagen och står under länsstyrelsens tillsyn. Vård‑ och underhållsplan uppdaterades 2023 med särskilt fokus på murrestaurering och trädvård.

## I populärkultur
Kyrkogården förekommer i romanen "Brukets Sång" (2021) av författaren Maria Lind, där en fiktiv dramatik utspelas kring familjegraven Adelswärd.